# Gnathion
Lo gnathion o punto mentoniero è, in antropometria, il punto craniometrico che corrisponde al centro della sinfisi mentoniera.

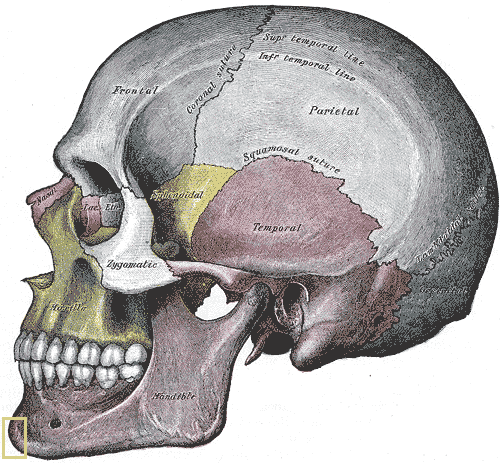
Lo gnathion, nel riquadro in basso a sinistra.

È un punto importante per le analisi cefalometriche eseguite in ortodonzia.